# Шаромский Кахон
Шаромский Кахон — река на полуострове Камчатка. Длина реки — 13 км. Протекает по территории Мильковского района Камчатского края России.
Начинается на восточных склонах Срединного хребта, поросших берёзовым лесом. Течёт в общем восточном направлении, в верховьях и среднем течении через лес, в низовьях — по открытой местности. В нижней половине долины к берёзе добавляется тополь. Шаромский Кахон впадает в реку Машихинская слева на расстоянии 6 км от её устья.
По данным государственного водного реестра России относится к Анадыро-Колымскому бассейновому округу.
- Код водного объекта — 19070000112120000012850[3].